# 橋本勝太郎

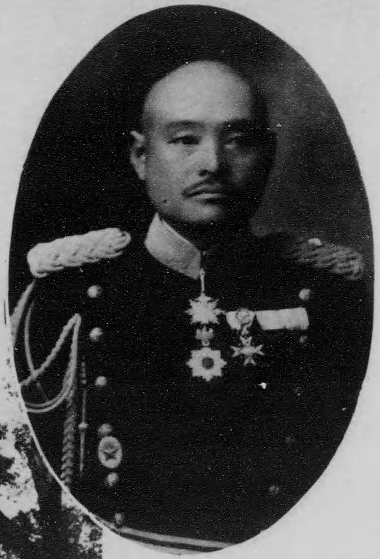
橋本 勝太郎

橋本 勝太郎（はしもと かつたろう、1862年6月20日（文久2年5月23日） - 1946年（昭和21年）5月24日）は、日本の陸軍軍人、社会事業家。最終階級は陸軍中将。

## 経歴
岐阜県出身。橋本与左衛門の長男として生れる。1878年（明治11年）4月、陸軍教導団に入団し、1879年（明治12年）7月、歩兵伍長に任官し東京鎮台付となる。1886年（明治19年）6月25日、歩兵少尉に任官し、同月28日、陸軍士官学校（旧8期）を卒業し歩兵第9連隊小隊長に就任。1892年（明治25年）12月、陸軍大学校（8期）を優等で卒業した。
1894年（明治27年）11月、歩兵大尉に進み陸士教官に就任。大本営付（連合艦隊参謀）、台湾総督府副官、同参謀、近衛師団参謀、陸士教官、陸大教官、留守近衛師団参謀長 を務め、1904年（明治37年）3月、歩兵中佐に進級。同年4月、鎮南浦碇泊場司令官に就任し、同年10月から1906年（明治39年）1月まで日露戦争に出征。1904年11月、後備第1師団参謀長に発令され奉天会戦などに参戦した。
1906年2月、近衛歩兵第3連隊長に就任し、同年12月、歩兵大佐に昇進。1907年（明治40年）11月、 第1師団参謀長に就任。同師団司令部付を経て、1910年（明治43年）11月、陸軍少将に進級し歩兵第24旅団長に就任。独立守備隊司令官、陸士校長を歴任。1915年（大正4年）2月、陸軍中将に進み憲兵司令官に就任。1916年（大正5年）3月、第9師団長に親補された。1919年（大正8年）7月、待命となり、1920年（大正9年）2月、予備役に編入された。
1924年（大正13年）12月、不良少年保護のため日本少年指導会を設立し会長となった。

## 栄典
位階
- 1886年（明治19年）11月27日 - 正八位[12]
- 1892年（明治25年）1月27日 - 従七位[13]
- 1904年（明治37年）4月29日 - 正六位[14]
- 1907年（明治40年）2月12日 - 従五位[15]
- 1911年（明治44年）2月10日 - 正五位[16]
- 1915年（大正4年）3月10日 - 従四位[17]
- 1917年（大正6年）3月30日 - 正四位[18]
- 1920年（大正9年）2月28日 - 従三位[19]

勲章
- 1895年（明治28年）11月18日 - 明治二十七八年従軍記章[20]
- 1905年（明治38年）11月30日 - 勲四等瑞宝章[21]
- 1914年（大正3年）11月30日 - 勲二等瑞宝章[22]
- 1940年（昭和15年）8月15日 - 紀元二千六百年祝典記念章[23]

## 著作
- 『経済的軍備の改造』隆文館、1921年。
- 『平和の支へ : 文武協調』弘道館、1922年。
- 『両親に告ぐ』日本少年指導会、1936年。
- 『伸びゆく子供をどうするか』日本少年指導会、1936年。
- 述『犯罪と徳性』日本少年指導会、1938年。
- 述『不良矯正犯罪治療新論』日本少年指導会、1939年。
- 『少年の性格と環境』同文館、1942年。
- 鈴木四郎編『嵐の子供』日本少年指導会、1934年。

## 親族
- 養女 橋本政子（田中義一長女）[10]